# Меседа (Челябінська область)
Меседа (рос. Меседа) — село у Катав-Івановському районі Челябінської області Російської Федерації.
Входить до складу муніципального утворення Месединське сільське поселення. Населення становить 275 осіб (2010).

## Історія
Населений пункт розташований на історичних башкирських землях. Від 4 листопада 1926 року належить до Катав-Івановського району Челябінської області.
Згідно із законом від 9 липня 2004 року органом місцевого самоврядування є Месединське сільське поселення.

## Населення
| 2002 | 2010 |
| ---- | ---- |
| 342  | ↘275 |